# Почивали у миру
„Почивали у миру” је хрватска телевизијска серија снимљена 2013. године.

## Улоге
| Глумац               | Улога                          |
| -------------------- | ------------------------------ |
| Јудита Франковић     | Луција Цар 22 еп. 2013-2015    |
| Лука Драгић          | Жељко Бан 20 еп. 2013-2015     |
| Драган Деспот        | Мате Шушњара 18 еп. 2013-2015  |
| Борис Свртан         | Здеслав Токић 16 еп. 2013-2015 |
| Јелена Михољевић     | Зора Агнези 14 еп. 2013-2015   |
| Миодраг Кривокапић   | Мартин Стругар 12 еп. 2013     |
| Борис Каваца         | Бруно Вилински 10 еп. 2015     |
| Дариа Лоренци        | Франка Павић 10 еп. 2015       |
| Горан Навојец        | Романо Соршак 10 еп. 2015      |
| Ања Шоваговић Деспот | Марија Крижман 10 еп. 2015     |
| Озрен Грабарић       | Борис Дробњак 9 еп. 2013       |
| Иван Ожеговић        | Горан Цар 9 еп. 2013-2015      |
| Хрвоје Кечкеш        | Иван Табак 9 еп. 2015          |
| Бојан Навојец        | Мауро Пероја 9 еп. 2015        |
| Јернеј Шугман        | Золтан Баратх 9 еп. 2015       |

 Остале улоге ▼
| Глумац                  | Улога                                    |
| ----------------------- | ---------------------------------------- |
| Јасна Одорчић           | Катја Цар 8 еп. 2013                     |
| Зијад Грачић            | Инспектор Бранко 8 еп. 2013-2015         |
| Бруна Бебић Тудор       | Даница Хрељак 8 еп. 2015                 |
| Роберт Буроњи           | Чувар у затвору 8 еп. 2015               |
| Карло Мркша             | Дамир Крижман 8 еп. 2015                 |
| Нина Виолић             | Инес Полић 8 еп. 2015                    |
| Лара Зиволић            | Лорена Хрељак 8 еп. 2015                 |
| Буга Зупарић            | Љиљана Стругар 7 еп. 2013                |
| Хелена Минић            | Ката Мартинич Баратх 7 еп. 2015          |
| Винко Краљевић          | Јошко 6 еп. 2013                         |
| Марија Курко Барић      | Лидија 6 еп. 2015                        |
| Миливој Беадер          | Антонио Крижман 6 еп. 2015               |
| Денис Бризић            | Ливио Цекада 6 еп. 2015                  |
| Саша Бунета             | Емил Јадрашић 6 еп. 2015                 |
| Александар Ђаковић      | Радник #1 6 еп. 2015                     |
| Ана Марија Перчаић      | Анамарија Деполо 6 еп. 2015              |
| Борко Перић             | Пјерино Хрељак 6 еп. 2015                |
| Златко Вичић            | Радник #2 6 еп. 2015                     |
| Звонимир Зоричић        | Владимир Хунски 6 еп. 2015               |
| Франо Домитровић        | Инспектор Круно 5 еп. 2013-2015          |
| Себастијан Каваца       | млади Бруно Вилински 5 еп. 2015          |
| Зринка Колак Фабијан    | Тонка 5 еп. 2015                         |
| Валтер Роса             | Радник #3 5 еп. 2015                     |
| Мирна Медаковић         | Вања Посавец 4 еп. 2013                  |
| Амар Буквић             | Никола Радо 4 еп. 2013-2015              |
| Петар Цвирн             | Инспектор 4 еп. 2015                     |
| Горан Гргиц             | Драго Басић 4 еп. 2015                   |
| Милан Плестина          | Лино Цекада 4 еп. 2015                   |
| Драшко Зидар            | Балдо Ласић 4 еп. 2015                   |
| Нада Гачешић            | Јосипа Кнежевић 3 еп. 2013               |
| Синиша Поповић          | Феђа Милиновић 3 еп. 2013                |
| Енес Вејзовић           | Данијел Драгун 3 еп. 2013                |
| Борна Фадљевић          | Унук 3 еп. 2015                          |
| Ања Матковић            | Дина 3 еп. 2015                          |
| Дино Рогић              | Игор Арис 3 еп. 2015                     |
| Синиша Ружић            | Андреј Фиолић 3 еп. 2015                 |
| Ива Вујанић             | Унука 3 еп. 2015                         |
| Марко Лајтман           | Чувар у затвору #2 2 еп. 2013-2015       |
| Петар Ћиритовић         | Лијечник 2 еп. 2013                      |
| Ненад Цветко            | Мики Хорват 2 еп. 2013                   |
| Филип Фрук              | Драган 2 еп. 2013                        |
| Деан Кривачић           | Мали 2 еп. 2013                          |
| Ана Марија Мандић       | Лола (дијете) 2 еп. 2013                 |
| Ксенија Маринковић      | Дијана Марић 2 еп. 2013                  |
| Роберт Роклицер         | Дебели Ђуро 2 еп. 2013                   |
| Милан Штрљић            | Перо Јакиша 2 еп. 2013                   |
| Јанко Поповић Воларић   | Предраг Богојевић 2 еп. 2013             |
| Лана Вукићевић          | Лола 2 еп. 2013                          |
| Зоран Блажески          | Габријел 2 еп. 2015                      |
| Младен Чутура           | Матео Фурлан 2 еп. 2015                  |
| Младена Гавран          | Пулмологиња 2 еп. 2015                   |
| Лорена Годеч            | Озана 2 еп. 2015                         |
| Ива Јерковић            | Тајница министра Басића 2 еп. 2015       |
| Давор Јурешко           | Глобињанин 2 еп. 2015                    |
| Леонардо Крањец         | Полицајац #1 2 еп. 2015                  |
| Зоран Продановић        | Лука 2 еп. 2015                          |
| Лучио Слама             | Радник ТАВ-а #1 2 еп. 2015               |
| Мирко Солдано           | Радник ТАВ-а #2 2 еп. 2015               |
| Матилда Сорић           | Нила Томаш 2 еп. 2015                    |
| Роберт Водопија         | Глобињанин #1 2 еп. 2015                 |
| Невен Аљиновић Тот      | Свен (СС скинхеад) 1 еп. 2013            |
| Миљенка Андроић         | Злата 1 еп. 2013                         |
| Вишња Бабић             | Јагода 1 еп. 2013                        |
| Милан Банић             | Затвореник 1 еп. 2013                    |
| Здравко Бивол           | Полицајац #2 1 еп. 2013                  |
| Александар Богдановић   | Лега 1 еп. 2013                          |
| Федор Бојић             | Затворски банд #1 1 еп. 2013             |
| Марта Болфан            | Јелена Богојевић 1 еп. 2013              |
| Сара Бркић              | дјевојка у парку 1 еп. 2013              |
| Душан Бучан             | Домагој Мајетић 1 еп. 2013               |
| Сања Цицвара            | Новинарка 1 еп. 2013                     |
| Марко Циндрић           | Мартин Стругар (младић) 1 еп. 2013       |
| Вид Ћосић               | млади Борис Дробњак 1 еп. 2013           |
| Дамир Хрвић Црв         | Купац #2 1 еп. 2013                      |
| Алеxандер Цветковић     | Беким Халилај 1 еп. 2013                 |
| Марин Цврљевић          | Затворски банд #3 1 еп. 2013             |
| Никола Дабац            | Полицајац 1 еп. 2013                     |
| Звонимир Јурковић Деда  | Шиљо 1 еп. 2013                          |
| Наталија Ђорђевић       | Естер 1 еп. 2013                         |
| Зоран Додиг             | Тјелохранитељ Деан 1 еп. 2013            |
| Ивица Дубравчић         | Бекимов отац 1 еп. 2013                  |
| Маријан Фрук            | Стевица 1 еп. 2013                       |
| Гордана Гаџић           | Морана Томић 1 еп. 2013                  |
| Дарко Гегић             | Затвореник #1 1 еп. 2013                 |
| Рене Гјони              | Каматар 1 еп. 2013                       |
| Иван Гловатски          | Марко Главина 1 еп. 2013                 |
| Борис Глозинић          | Телевизијски спикер 1 еп. 2013           |
| Душко Гојић             | Петар Рукавина 1 еп. 2013                |
| Свен Горјанц            | Дивљи скинхед 1 еп. 2013                 |
| Ивана Граберски         | Плесачица Тина 1 еп. 2013                |
| Тихомир Грбац           | Скинхед возач 1 еп. 2013                 |
| Бојана Грегорић         | Марта Халилај 1 еп. 2013                 |
| Сандра Губић            | Пацијентица 1 еп. 2013                   |
| Хелена Гунчић           | Пацијентица 1 еп. 2013                   |
| Ивица Гуњаца            | Уредник 1 еп. 2013                       |
| Даворка Хађина          | Пацијентица 1 еп. 2013                   |
| Игор Хамер              | Младен Вуковић 1 еп. 2013                |
| Александра Ивељић       | Тајница Вишња 1 еп. 2013                 |
| Матија Јаксековић       | Пипничар 1 еп. 2013                      |
| Дарко Јанеш             | Јавни биљежник 1 еп. 2013                |
| Марко Јелић             | Дарио Марек 1 еп. 2013                   |
| Искра Јиршак            | Ива Марић 1 еп. 2013                     |
| Дарко Јосиповић         | Радник 1 еп. 2013                        |
| Асја Јовановић          | Хелга 1 еп. 2013                         |
| Ана Јовић               | Запосленица мјењачнице 1 еп. 2013        |
| Иван Јовић              | Полицајац #1 1 еп. 2013                  |
| Свен Јунгвиртх          | Сниматељ 1 еп. 2013                      |
| Славко Јурага           | Филип Медић 1 еп. 2013                   |
| Јурај Јурашић           | Улагач 1 еп. 2013                        |
| Фрањо Јурчец            | Винко Цигленечки 1 еп. 2013              |
| Љубомир Јурковић        | Шиљо 1 еп. 2013                          |
| Хелена Калинић          | Аница 1 еп. 2013                         |
| Алан Катић              | Бернард Дукић 1 еп. 2013                 |
| Иван Кавур              | Новинар 1 еп. 2013                       |
| Јан Керекеш             | Илија (25 г.) 1 еп. 2013                 |
| Љубомир Керекеш         | Илија (55 г.) 1 еп. 2013                 |
| Кристина Класић         | Пацијентица 1 еп. 2013                   |
| Бернарда Клеменциц      | дјелатница у пошти #1 1 еп. 2013         |
| Дариа Кнез              | Миа Богојевић 1 еп. 2013                 |
| Марио Кнезовић          | Харис Халилај 1 еп. 2013                 |
| Славен Кнезовић         | Твртко Карађоле 1 еп. 2013               |
| Нела Кочиш              | Дорис Угренић 1 еп. 2013                 |
| Срђан Коканов           | Каматар 1 еп. 2013                       |
| Стипе Колман            | Агент #2 1 еп. 2013                      |
| Фрањо Ковач             | Чувар у затвору #1 1 еп. 2013            |
| Марко Кожул             | Млађи милицајац 1 еп. 2013               |
| Томислав Краљевић       | млади Јошко 1 еп. 2013                   |
| Ивана Криле             | Прегажена дјевојка 1 еп. 2013            |
| Ивана Кризманић         | Мими 1 еп. 2013                          |
| Жељко Кубик             | Клијент у пошти #1 1 еп. 2013            |
| Ђорђе Кукуљица          | Бранимир Колар 1 еп. 2013                |
| Маринко Кунф            | Затвореник #2 1 еп. 2013                 |
| Миран Курспахић         | Иван Угренић 1 еп. 2013                  |
| Отокар Левај            | Др. Фране Јозић 1 еп. 2013               |
| Дора Липовчан           | Конобарица 1 еп. 2013                    |
| Роберт Лончар           | Тјелохранитељ 1 еп. 2013                 |
| Сандра Лончарић         | Сара Рогоз 1 еп. 2013                    |
| Марио Алојзије Лубина   | Затвореник на телефону 1 еп. 2013        |
| Луција Лугомер          | Медицинска сестра 1 еп. 2013             |
| Маријо Мамић            | Милицајац #3 1 еп. 2013                  |
| Анкица Мандић           | Дјелатница у пости #2 1 еп. 2013         |
| Андреа Мараш            | Клијентица у пости 1 еп. 2013            |
| Дамир Мараш             | Клијент у пости #2 1 еп. 2013            |
| Никша Мариновић         | Марио 1 еп. 2013                         |
| Марина Марковина        | Конобарица 1 еп. 2013                    |
| Дориан Мартиновић       | Милицајац #1 1 еп. 2013                  |
| Анита Матић             | Ана Дукић 1 еп. 2013                     |
| Инес Матић              | Ива Штефуљ 1 еп. 2013                    |
| Ивица Матијевић         | Станко 1 еп. 2013                        |
| Јадранка Матковић       | Вјера 1 еп. 2013                         |
| Весна Матулић           | Затвореница 1 еп. 2013                   |
| Жељко Мавровић          | Чувар затвора 1 еп. 2013                 |
| Грегор Михаљевић        | Ивин дечко 1 еп. 2013                    |
| Маријана Микулић        | Ружица Рукавина 1 еп. 2013               |
| Дарко Милаш             | Никола Цар 1 еп. 2013                    |
| Миљенко Баричевић Мољац | Купац #1 1 еп. 2013                      |
| Ернест Морић            | Снажни затвореник 1 еп. 2013             |
| Мери Мразовић Пилић     | Посјетитељица у затвору 1 еп. 2013       |
| Миа Ниговић             | Лолина пријатељица 1 еп. 2013            |
| Барбара Нола            | Силвија 1 еп. 2013                       |
| Озрен Опачић            | Гост 1 еп. 2013                          |
| Златко Ожболт           | Пајо Месарић 1 еп. 2013                  |
| Марко Пађен             | Милицајац #5 1 еп. 2013                  |
| Петар Папац             | Затвореник 1 еп. 2013                    |
| Ивица Павић             | Улагач 1 еп. 2013                        |
| Весна Павин             | Пацијентица 1 еп. 2013                   |
| Томислав Пецек          | Возач комбија 1 еп. 2013                 |
| Синиша Перковић         | Затвореник 1 еп. 2013                    |
| Жарко Поточњак          | Јурај Хреновић 1 еп. 2013                |
| Јосип Прањић            | Милицајац #4 1 еп. 2013                  |
| Магдалена Прекај        | Новинарка 1 еп. 2013                     |
| Маринко Прга            | Агент #1 1 еп. 2013                      |
| Јанко Ракош             | Одвјетник 1 еп. 2013                     |
| Ивана Рошчић            | Нивес Дукић (26 г.) 1 еп. 2013           |
| Дамир Шелман            | Скинхед на спроводу 1 еп. 2013           |
| Дуња Сепчић Богнер      | Одвјетница 1 еп. 2013                    |
| Крешо Сердар            | Затвореник #3 1 еп. 2013                 |
| Јошко Шево              | Јакша Куљис 1 еп. 2013                   |
| Дамјан Симић            | Петров млади рођак 1 еп. 2013            |
| Славен Шпановић         | Мишо Шепер 1 еп. 2013                    |
| Ловро Стефанић          | Новинар 1 еп. 2013                       |
| Мелани Сулиманец        | Продавачица играчака 1 еп. 2013          |
| Никола Тичиновић        | Конобар 1 еп. 2013                       |
| Луција Тодорић          | Медицинска сестра 1 еп. 2013             |
| Роберт Томљеновић       | Новинар 1 еп. 2013                       |
| Асим Угљен              | Бојан Богојевић 1 еп. 2013               |
| Драго Утјешановић       | Полицијски инспектор 1 еп. 2013          |
| Душко Валентић          | Генерал 1 еп. 2013                       |
| Костадинка Велковска    | Професорка 1 еп. 2013                    |
| Давор Вишковић          | Рецепционер 1 еп. 2013                   |
| Зоран Вук               | Милицајац #2 1 еп. 2013                  |
| Хрвоје Залар            | Чувар у Вуковшчаку 1 еп. 2013            |
| Лара Залар              | Нивес Дукић (6 г.) 1 еп. 2013            |
| Љубо Зечевић            | Швабо 1 еп. 2013                         |
| Ранко Зидарић           | Влатко 1 еп. 2013                        |
| Сњезана Златић          | Незадовољна жена у дућану 1 еп. 2013     |
| Ивана Злопаса           | Успаничена клијентица у пошти 1 еп. 2013 |
| Катја Зупчић            | Нада Рукавина 1 еп. 2013                 |
| Николина Бакмаз         | Новинарка #1 1 еп. 2015                  |
| Владимир Бискупић       | Портир 1 еп. 2015                        |
| Роберт Будак            | Дилер 1 еп. 2015                         |
| Јово Царевић            | Балдин сусјед 1 еп. 2015                 |
| Марко Церјан            | Новинар #1 1 еп. 2015                    |
| Сања Црљен              | Новинарка Викторије 1 еп. 2015           |
| Марио Дујмушић          | Колега #2 1 еп. 2015                     |
| Ненад Фистрић           | Лука Витасовић 1 еп. 2015                |
| Мирко Флоридан          | Чувар у марини 1 еп. 2015                |
| Миле Галовић            | Перо Симеуновић 1 еп. 2015               |
| Јадранко Главачевић     | Мушкарац #1 1 еп. 2015                   |
| Ненад Херватин          | Демонстрант #1 1 еп. 2015                |
| Твртко Јурић            | Едо 1 еп. 2015                           |
| Марио Кулић             | Тартуфар 1 еп. 2015                      |
| Ана Леденко             | Шанкерица 1 еп. 2015                     |
| Кармен Сунчана Ловрић   | Рената 1 еп. 2015                        |
| Стјепан Магаш           | Мушкарац #2 1 еп. 2015                   |
| Наталија Манојловић     | Урска Косир 1 еп. 2015                   |
| Мандица Марић           | Медицинска сестра 1 еп. 2015             |
| Еди Марузин             | Лично 1 еп. 2015                         |
| Крунослав Мичетић       | Колега #1 1 еп. 2015                     |
| Горан Милетић           | Демонстрант #3 1 еп. 2015                |
| Ливио Морозин           | Певач 1 еп. 2015                         |
| Татјана Мускарда        | Глобињанка 1 еп. 2015                    |
| Филип Нола              | Озрен Петричић 1 еп. 2015                |
| Ана Лорна Новак         | млада Лорена Хрељак 1 еп. 2015           |
| Дарко Пауковић          | Ђемо Половина 1 еп. 2015                 |
| Сњезана Синовчић        | Марица 1 еп. 2015                        |
| Бранко Смиљанић         | Перо Лукшић 1 еп. 2015                   |
| Нера Стипичевић         | Лијечница 1 еп. 2015                     |
| Анђелко Струшки         | Гост 1 еп. 2015                          |
| Хелвециа Томић          | Фризерка Весна 1 еп. 2015                |
| Роберт Угрина           | Кићо 1 еп. 2015                          |
| Томислав Уремовић       | Алдо Болковић 1 еп. 2015                 |
| Дарио Варга             | Матијаз Норцић 1 еп. 2015                |
| Стјепан Вечковић        | Свирач дипли 1 еп. 2015                  |
| Ален Витасовић          | Певач 1 еп. 2015                         |
| Ведран Витез            | Мртвозорник 1 еп. 2015                   |
| Самир Вујчић            | Инспектор Лино 1 еп. 2015                |
| Игор Вукушић            | Демонстрант #2 1 еп. 2015                |
| Ивица Задро             | Дамјан Андроковић 1 еп. 2015             |

Комплетна ТВ екипа ▼
| Редитељ                    | Горан Дукић             | (10 еп. 2015)                      |
| Редитељ                    | Кристијан Милић         | (6 еп. 2013)                       |
| Редитељ                    | Горан Рукавина          | (6 еп. 2013)                       |
| Сценариста                 | Саша Подгорелец         | (17 еп. 2013—2015)                 |
| Сценариста                 | Иван Турковић Крњак     | (13 еп. 2013—2015)                 |
| Сценариста                 | Дарио Винце             | (креатор) (11 еп. 2013—2015)       |
| Сценариста                 | Кораљка Мештровић       | (креатор) (5 еп. 2013)             |
| Сценариста                 | Горан Рукавина          | (цреатор) (5 еп. 2013)             |
| Сценариста                 | Ивор Мартинић           | (4 еп. 2013)                       |
| Сценариста                 | Марко Хреновић          | (1 еп. 2013)                       |
| Продуцент                  | Игор Шумаковић          | (12 еп. 2013)                      |
| Продуцент                  | Дарио Винце             | (10 еп. 2015)                      |
| Продуцент                  | Јуре Бушић              | (8 еп. 2013)                       |
| Продуцент                  | Хрвоје Хабековић        | (8 еп. 2013)                       |
| Продуцент                  | Роберт Томљеновић       | продуцент (8 еп. 2013)             |
| Композитор                 | Давор Девчић            | (22 еп. 2013—2015)                 |
| Директор фотографије       | Марио Саблић            | (22 еп. 2013—2015)                 |
| Монтажер                   | Вељко Шегарић           | (7 еп. 2013)                       |
| Монтажер                   | Ана Стулина             | (4 еп. 2013)                       |
| Монтажер                   | Сандра Митић            | (1 еп. 2013)                       |
| Сценограф                  | Дамир Габелица          | (12 еп. 2013)                      |
| Сценограф                  | Иван Вељача             | (10 еп. 2015)                      |
| Уметнички директор         | Бојан Дрезгић           | (10 еп. 2015)                      |
| Костимограф                | Ивана Зозоли            | (3 еп. 2013)                       |
| Одсек за шминку            | Славица Шнур            | мејкап дизајнер (6 еп. 2013)       |
| Одсек за шминку            | Тина Јесенковиц         | мејкап дизајнер (2 еп. 2015)       |
| Помоћник режије            | Ален Лончарић           | 1. помоћник редитеља (12 еп. 2013) |
| Помоћник режије            | Вид Спиндлер            | 2. помоћник редитеља (10 еп. 2015) |
| Уметнички одсек            | Мијо Дебанић            | (12 еп. 2013)                      |
| Уметнички одсек            | Игор Рогинић            | (12 еп. 2013)                      |
| Уметнички одсек            | Марко Рогинић           | (3 еп. 2013)                       |
| Одсек за звук              | Томислав Гушчић         | (12 еп. 2013)                      |
| Одсек за звук              | Никола Кљаић            | микроман (12 еп. 2013)             |
| Одсек за звук              | Франо Хомен             | Дизајнер тона (10 еп. 2015)        |
| Одсек за звук              | Вилим Новосел           | микроман (10 еп. 2015)             |
| Одсек за звук              | Хрвоје Петек            | (10 еп. 2015)                      |
| Одсек за звук              | Давор Омерза            | супервизор тона (4 еп. 2013)       |
| Специјални ефекти          | Бранко Репалуст         | (22 еп. 2013—2015)                 |
| Специјални ефекти          | Кристијан Репалуст      | (22 еп. 2013—2015)                 |
| Каскадери                  | Тони Бобета             | координатор каскадера (2 еп. 2013) |
| Каскадери                  | Ивана Криле             | (1 еп. 2013)                       |
| Каскадери                  | Жељко Матовина          | (1 еп. 2013)                       |
| Каскадери                  | Матија Петровић         | (1 еп. 2013)                       |
| Каскадери                  | Иво Поповић             | дублер: Алан Катић (1 еп. 2013)    |
| Каскадери                  | Алдо Тончић             | координатор каскадера (1 еп. 2015) |
| Одсек за камеру и расвету  | Филип Фришчић           | (22 еп. 2013—2015)                 |
| Одсек за камеру и расвету  | Жељко Зупан             | фокус пулер (22 еп. 2013—2015)     |
| Одсек за камеру и расвету  | Ана Врдољак             | (12 еп. 2013—2015)                 |
| Одсек за камеру и расвету  | Стефа Драган Стефановић | сценски мајстор (12 еп. 2013)      |
| Одсек за камеру и расвету  | Срђан Коканов           | пратилац камере (12 еп. 2013)      |
| Одсек за камеру и расвету  | Ивица Матијевић         | сценски мајстор (12 еп. 2013)      |
| Одсек за камеру и расвету  | Зоран Микинчић          | сниматељ (12 еп. 2013)             |
| Одсек за камеру и расвету  | Павле Крњаић            | (10 еп. 2015)                      |
| Одсек за камеру и расвету  | Ненад Максимовић        | сценски радник (10 еп. 2015)       |
| Одсек за камеру и расвету  | Дарко Живановић         | Расветљивач (10 еп. 2015)          |
| Одсек за камеру и расвету  | Чедомир Суботић         | фар мајстор (1 еп. 2015)           |
| Одсек за костим            | Мелина Јуренић          | (12 еп. 2013)                      |
| Одсек за монтажу           | Куслан Дарко            | (10 еп. 2015)                      |
| Series Location Management | Дино Терек              | (14 еп. 2013—2015)                 |
| Series Location Management | Томислав Пелешки        | лоцатион манагер (12 еп. 2013)     |
| Остала екипа               | Јелена Дробњак          | секретар режије (10 еп. 2015)      |